# Уоркман, Уолтер Перси
Уолтер Перси Уоркман (англ. Walter Percy Workman; 2 ноября 1863, Пекхэм, Лондон — 18 сентября 1918, Лондон) — английский математик.
Окончил Тринити-колледж Кембриджского университета с рядом отличий (в том числе получив Премию Смита в 1886 году). С 1889 г. и до конца жизни заведовал школой Кингсвуд в Бате — старейшим методистским средним учебным заведением, основанным лично Джоном Уэсли; один из соавторов «Истории Кингсвудской школы» (англ. The History of Kingswood School), выпущенной в 1898 г. к её 150-летию.
Наиболее известен как автор многократно переиздававшегося учебника арифметики (англ. The Tutorial Arithmetic; 1902), содержавшего, как указывает современный специалист, скорее задачи по алгебре и теории чисел, в том числе не вполне тривиальные, а также обширный раздел практической математики, включая эффективную методику перевода традиционных британских мер и весов в метрические.